# Ad turres
Ad turres je naziv antičkog naselja i cestovne postaje na prostoru današnje Crikvenice. 

## Povijest
Ad turres je zabilježen na poznatom zemljovidu Rimskog Carstva - Tabuli Peutigeriani. Na magistralnoj cesti od Akvileje prema Saloni, između Tarsatike i Senije, na jednakoj udaljenosti od ta dva naselja (XX rimskih milja), označen je Ad turres. 
Ad turres (lat. Kod kula, Kod tornjeva) prvotno je bio postaja i promatračnica na važnoj cestovnoj komunikaciji koja je prolazila kroz Vinodolsku dolinu, a povezivala je važne gradove Carstva; Aquileia (Akvileja), Salona (Solin), Siscia (Sisak). Oko te promatračnice s vremenom se razvija naselje u kojem je tijekom 1. i 2. stoljeća nakon Krista djelovala lokalna keramičarska radionica. Za sada se uspjelo locirati samo radionicu, dok je položaj naselja još uvijek nepoznat. 
Radionica je otkrivena na prostoru crikveničkog nogometnog stadiona, na lokalitetu „Igralište“. Riječ je o velikom radioničkom kompleksu, manufakturi koja je u ogromnoj produkciji proizvodila predmete od gline koji obradom i pečenjem postaju keramika. Od gline su se proizvodile opeke, krovovi, podne pličice, razni oblici kućanskog posuđa, te amfore. 

## Značaj lokaliteta
Značaj lokaliteta „Igralište“ je upravo u tome što je ovo prva keramičarska radionica dosad istražena na prostoru rimske provincije Dalmacije i kao takva predstavlja važan primjer gospodarske prošlosti u periodu rane romanizacije istočne obale Jadrana. Lokalitet je jedinstven i po svojoj očuvanosti - naime, još samo nekoliko radionica iz istog perioda u Europi ostalo je sačuvano u ovakvom obimu. Crikvenička radionica je bila tehnološki vrlo napredna manufaktura, što se potvrđuje svakom novom sezonom arheoloških istraživanja. Promišljenost samog odabira položaja, način gradnje i izvanredna sačuvanost, svrstavaju ovaj lokalitet u red značajnijih nalazišta gospodarskog tipa iz perioda rimske antike na prostoru Mediterana.
Među mnogim zanimljivim nalazima posebno treba istaknuti pronalazak amfora koje su tipološki određene kao tip Crikvenica. Amfore tip Crikvenica spadaju u skupinu amfora ravnog dna. One su lokalna inačica tipa Forlimpopoli koji se proizvodio u Italiji tijekom 1. i 2. stoljeća. Tip Crikvenica se u zbog mnogih oblikovnih karakteristika, koje ga razlikuju od svog uzora, svrstava u zaseban tip. Datira se u 1. stoljeće.

## Vanjske poveznice
- http://hrcak.srce.hr/index.php?id_clanak_jezik=1353&show=clanak
- http://hrcak.srce.hr/index.php?show=clanak&id_clanak_jezik=54125
- http://www.kartografija.hr/kig/upload/clanci/KiG10_malaric.pdf (PDF)